# Bärnmühle (Nabburg)

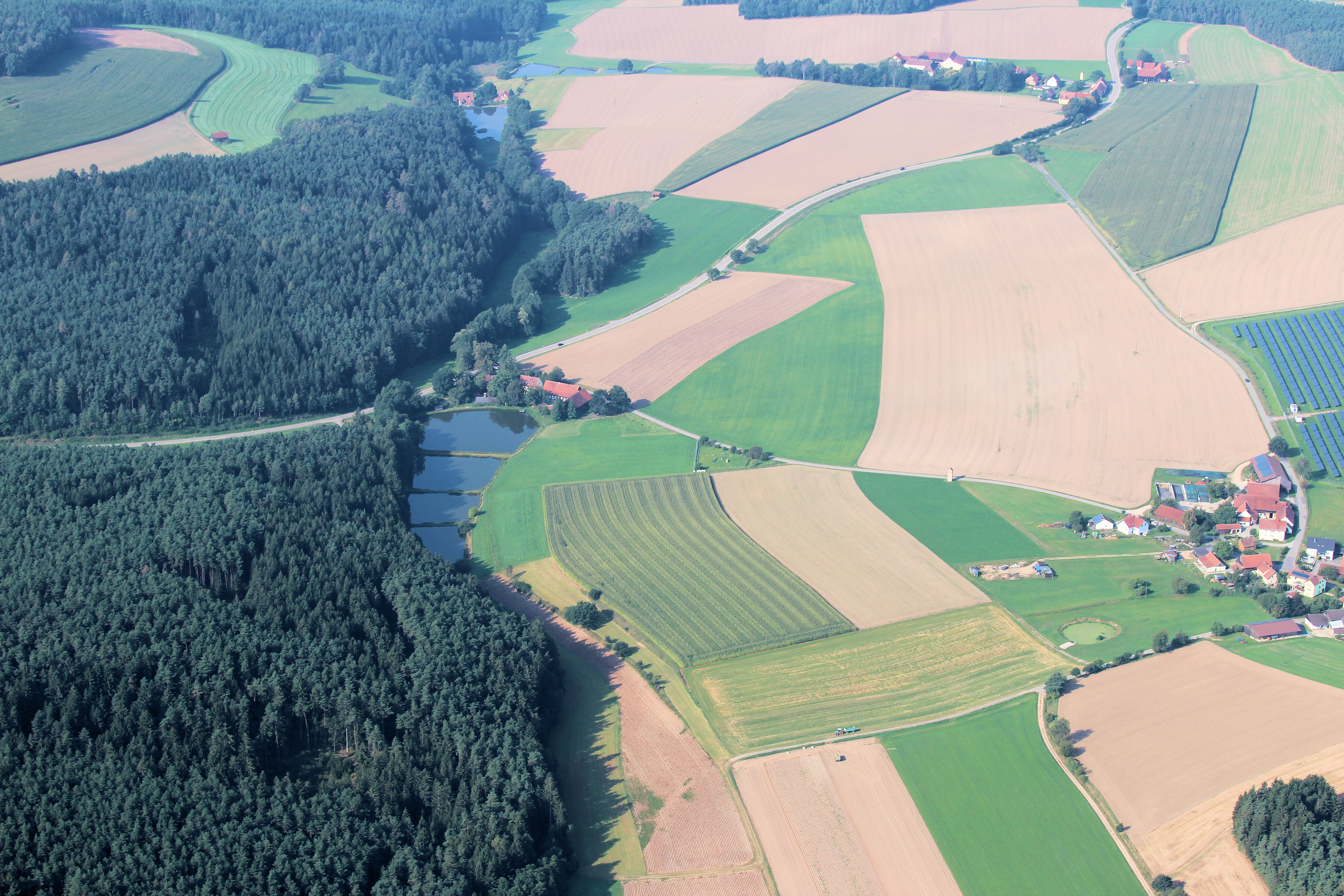
Bärnmühle (2016)

Bärnmühle ist ein Ortsteil der Stadt  Nabburg im Oberpfälzer Landkreis Schwandorf (Bayern).

## Geografie
Bärnmühle liegt nahe der Staatsstraße 2040, etwa drei Kilometer östlich der Bundesautobahn 93 und ungefähr vier Kilometer östlich von Nabburg am Zitterbach, der etwa sieben Kilometer weiter nordöstlich am Nordhang des 492 Meter hohen Ottenbierl entspringt und sich fünf Kilometer weiter südwestlich mit dem Gaisgraben vereinigt und bei Wölsenberg in die Naab mündet.

## Geschichte
1808 gehörte die Einöde Bärnmühle (auch: Bärmühle) zum Landsassengut Höflarn und unterstand der Gerichtsbarkeit der Gutsherrschaft Höflarn. Sie hatte ein Anwesen, das von einer Müllersfamilie bewohnt wurde.
1811 wurde Bärnmühle als zum Steuerdistrikt Girnitz und zur Obmannschaft Diendorf gehörig aufgeführt.
Nach der Reform von 1818, die zum Ziel hatte die Verwaltungsstrukturen zu vereinfachen, gehörte Bärnmühle zur neu gebildeten Ruralgemeinde des offenen Landes Diendorf.
Ab 1820 gelangte Bärnmühle zusammen mit Höflarn unter die Gerichtsbarkeit des Staates.
1828 gehörte Bärnmühle mit einem Wohngebäude, einer Familie und drei Einwohnern zur Landgemeinde Diendorf, zur Filialkirche in Perschen und zur katholischen Schule in Perschen. Alle Einwohner waren katholisch.
Zum Stichtag 23. März 1913 (Osterfest) gehörte Bärnmühle zur Filialkirche Perschen und damit zur Pfarrei Nabburg. Es hatte ein Haus und fünf Einwohner.
1964 hatte Bärnmühle zwei Wohngebäude und 7 Einwohner und gehörte zur Landgemeinde Diendorf und zum Landkreis Nabburg.
Zum 1. Juli 1972 wurde der Landkreis Nabburg aufgelöst und Bärnmühle gelangte als Teil der Gemeinde Diendorf in den neu gebildeten Landkreis Schwandorf.
Am 1. Januar 1975 wurde Bärnmühle als Teil der Gemeinde Diendorf in die Stadt Nabburg eingegliedert.
Am 31. Dezember 1990 hatte Bärnmühle einen Einwohner und gehörte zur Pfarrei Nabburg.